# Didier Défago
Didier Défago (Morgins, 2 de octubre de 1977) es un deportista suizo que compitió en esquí alpino; campeón olímpico en Vancouver 2010.
Participó en cuatro Juegos Olímpicos de Invierno, entre los años 2002 y 2014, obteniendo una medalla de oro en Vancouver 2010, en la prueba de descenso, y el sexto lugar en Salt Lake City 2002, en el supergigante.
En la Copa del Mundo consiguió cinco victorias y dieciseis podios en total.
Es el director general encargado de la organización del Campeonato Mundial de Esquí Alpino de 2027 en Crans-Montana (Suiza).

## Palmarés internacional
| Juegos Olímpicos | Juegos Olímpicos   | Juegos Olímpicos | Juegos Olímpicos |
| Año              | Lugar              | Medalla          | Prueba           |
| ---------------- | ------------------ | ---------------- | ---------------- |
| 2010             | Vancouver (Canadá) | Medalla de oro   | Descenso         |